# Am Abend aber desselbigen Sabbats
Am Abend aber desselbigen Sabbats (Le soir de ce même jour du sabbat) (BWV 42), est une cantate religieuse de Johann Sebastian Bach composée à Leipzig en 1725.

## Histoire et texte
Bach a composé la cantate à Leipzig pour le premier dimanche après Pâques, appelé Quasimodo geniti, et l'a dirigée le 8 avril 1725. Pour cette destination liturgique, une autre cantate a franchi le seuil de la postérité : la BWV 67. Elle fait partie de son second cycle annuel qui se composait de cantates-choral depuis le premier dimanche après la Trinité de 1724. Mais si cette cantate est la première cantate du cycle qui n'est pas une cantate-chorale, c'est aussi la seule cantate du second cycle qui commence avec une sinfonia développée.
Les lectures prescrites pour ce dimanche étaient Jean 5 :4-10 et Jean 20 :19- 31, l'apparition de Jésus aux disciples après sa résurrection, d'abord sans puis avec Thomas à Jérusalem. L'auteur (inconnu) introduit la cantate avec le 19e verset de l'Évangile, puis pour le 4e mouvement reprend la première strophe du choral Verzage nicht, o Häuflein klein  (1632) de Jakob Fabricius, également attribué à Johann Michael Altenburg et enfin pour le choral final, deux strophes qui étaient parues avec le Erhalt uns, Herr, bei deinem Wort de Martin Luther, Verleih uns Frieden gnädiglich, version allemande de Luther du Da pacem Domine (1531) et Gib unsern Fürsten und all'r Obrigkeit, une strophe de Johann Walter (1566), qui ramène à la première épître à Timothée, et se clôt par « amen, ». Alfred Dürr suppose que c'est le même auteur qui a écrit Bleib bei uns, denn es will Abend werden BWV 6, donnée six jours plus tôt pour le lundi de Pâques de 1725.
Après la citation de Jean, le poète paraphrase dans le 3e mouvement la parole de Jésus d'après l'Évangile selon Matthieu 18: 20, « Wo zwei oder drei versammelt sind in meinem Namen, da bin ich mitten unter ihnen » (Car là où deux ou trois sont assemblés en mon nom, je suis là avec eux).
Bach dirigea la cantate de nouveau à Leipzig au moins deux fois, le 1er avril 1731 et le 1er avril 1742 ou le 7 avril 1743.

## Structure et instrumentation
La cantate est écrite pour deux hautbois, basson, deux violons, alto et basse continue, soprano, alto, ténor et basse solistes, un chœur à quatre voix -seulement dans le choral final. La raison pour laquelle le chœur apparaît seulement dans le choral final peut être que la Thomanerchor était très demandée au cours de la Semaine sainte avec Wie schön leuchtet der Morgenstern BWV 1, la Passion selon saint Jean et Christ lag in Todesbanden (Bach), entre autres.
1. sinfonia
2. récitatif : Am Abend aber desselbigen Sabbats, ténor
3. aria : Wo zwei und drei versammlet sind, alto
4. aria : Verzage nicht, o Häuflein klein, soprano, ténor
5. récitatif : Man kann hiervon ein schön Exempel sehen, basse
6. aria : Jesus ist ein Schild der Seinen, basse
7. chœur : Verleih uns Frieden gnädiglich

## Musique
Peut-être Bach a-t-il composé la sinfonia introductive plus tôt. Alfred Dürr estime qu'il s'agit d'un mouvement extrait d'un concerto. C'est une sorte de « concerto a due cori », les cordes jouant avec un concertino de hautbois et basson. Les deux premiers introduisent leurs propres thèmes animés qui sont distincts mais cependant liés les uns aux autres. Ils échangeront ensuite leurs thèmes et joueront ensemble. La section du milieu commence avec un surprenant nouveau motif pour hautbois et basson que Bach lui-même indique cantabile. Julian Mincham voit une ressemblance avec les mouvements d'ouverture du concerto pour violon BWV 1042 et du concerto pour clavecin BWV 1053. Selon John Eliot Gardiner, ce mouvement et la première aria sont tous deux pris de la cantate de félicitations Der Himmel dacht auf Anhalts Ruhm und Glück BWV 66a, célébrant le 24e anniversaire de Léopold d'Anhalt-Köthen le 10 décembre 1718.
La citation biblique est chantée en récitatif par le ténor comme évangéliste, accompagné par le continuo en notes rapidement répétées, illustrant peut-être les battements de cœur anxieux des disciples quand Jésus apparaît, « Le soir du sabbat cependant, quand les disciples s'étaient rassemblés et que la porte était verrouillée par peur des Juifs, Jésus vint et s'avança parmi eux ».
Dans le 3e mouvement, une aria indiquée adagio, la répétition est entretenue par le basson mais les cordes tiennent de longs accords et les hautbois jouent de longues lignes mélodiques. Selon Alfred Dürr, il peut s'agir d'un autre mouvement du même concerto sur lequel repose le 1er mouvement.
Bach a composé le texte du choral du 4e mouvement, « Verzage nicht, o Häuflein klein », comme un duo accompagné seulement par le continuo comprenant le basson. On peut occasionnellement reconnaître des fragments de l'habituel thème choral Kommt her zu mir, spricht Gottes Sohn.
La basse prépare en un récitatif la dernière aria qui se termine en arioso. Celle-ci est accompagnée des violons et du continuo. Le thème est à nouveau le contraste entre Die Unruhe der Welt (l'agitation du monde) et Friede bei Jésus (la paix avec Jésus). Alors que les instruments jouent en mouvements puissants, la basse chante une calme mélodie expressive, uniquement accentuée sur le mot Verfolgung (persécution) par un mouvement plus rapide avec de longs mélismes. Selon Mincham, cette aria, comme la sinfonia, pourrait provenir d'un mouvement différent du même concerto.
Le thème choral du choral de Luther a été publié par celui-ci dans ses Kirchē gesenge, mit vil schönen Psalmen unnd Melodey  (publié par Johann Walter) à Nuremberg en 1531, puis dans les Geistliche Lieder  par Joseph Klug à (Wittenberg en 1535. La mélodie de la strophe supplémentaire (Gieb unsern Fürsten) a d'abord été publiée dans les Das christlich Kinderlied D. Martini Luther à Wittenberg en 1566. Bach l'a organisée pour quatre voix.

## Source
- (en) Cet article est partiellement ou en totalité issu de l’article de Wikipédia en anglais intitulé « Am Abend aber desselbigen Sabbats, BWV 42 » (voir la liste des auteurs).